# Citronkrusmossa
Citronkrusmossa (Weissia longifolia) är en bladmossart som beskrevs av Mitten 1851. Citronkrusmossa ingår i släktet krusmossor, och familjen Pottiaceae. Enligt den finländska rödlistan är arten sårbar i Finland. Arten är reproducerande i Sverige. Artens livsmiljö är torra gräsmarker. Inga underarter finns listade i Catalogue of Life.

## Bildgalleri

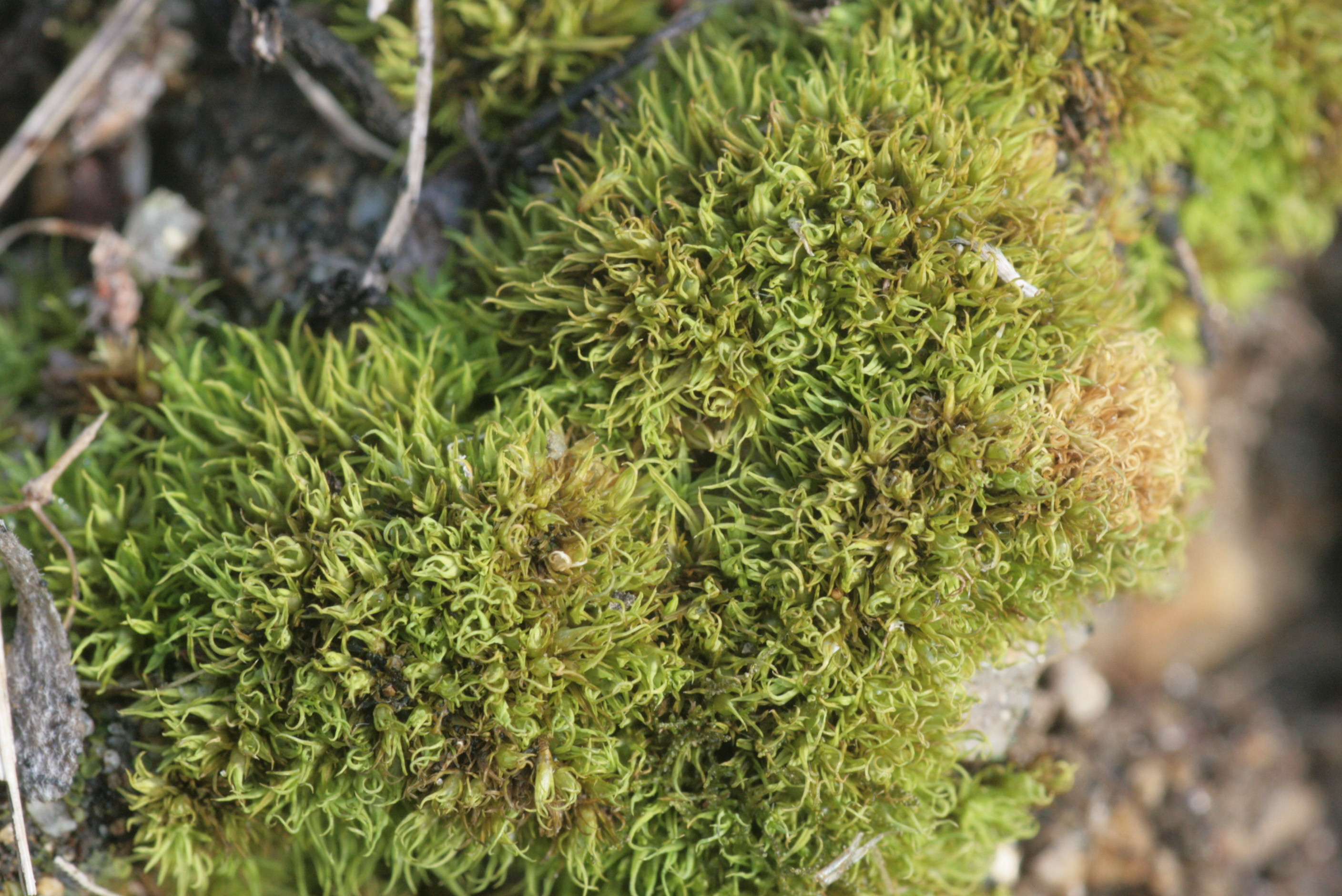
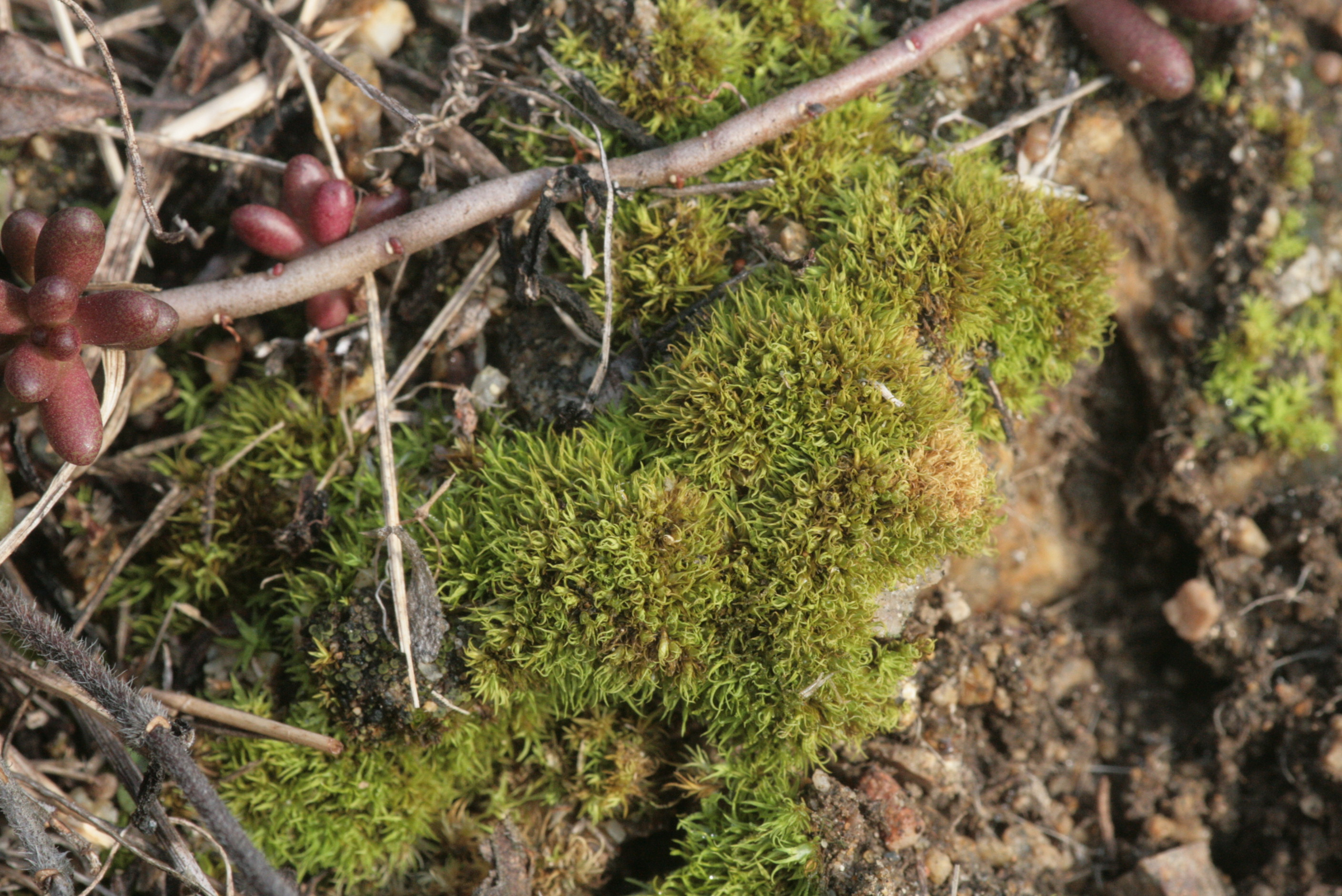
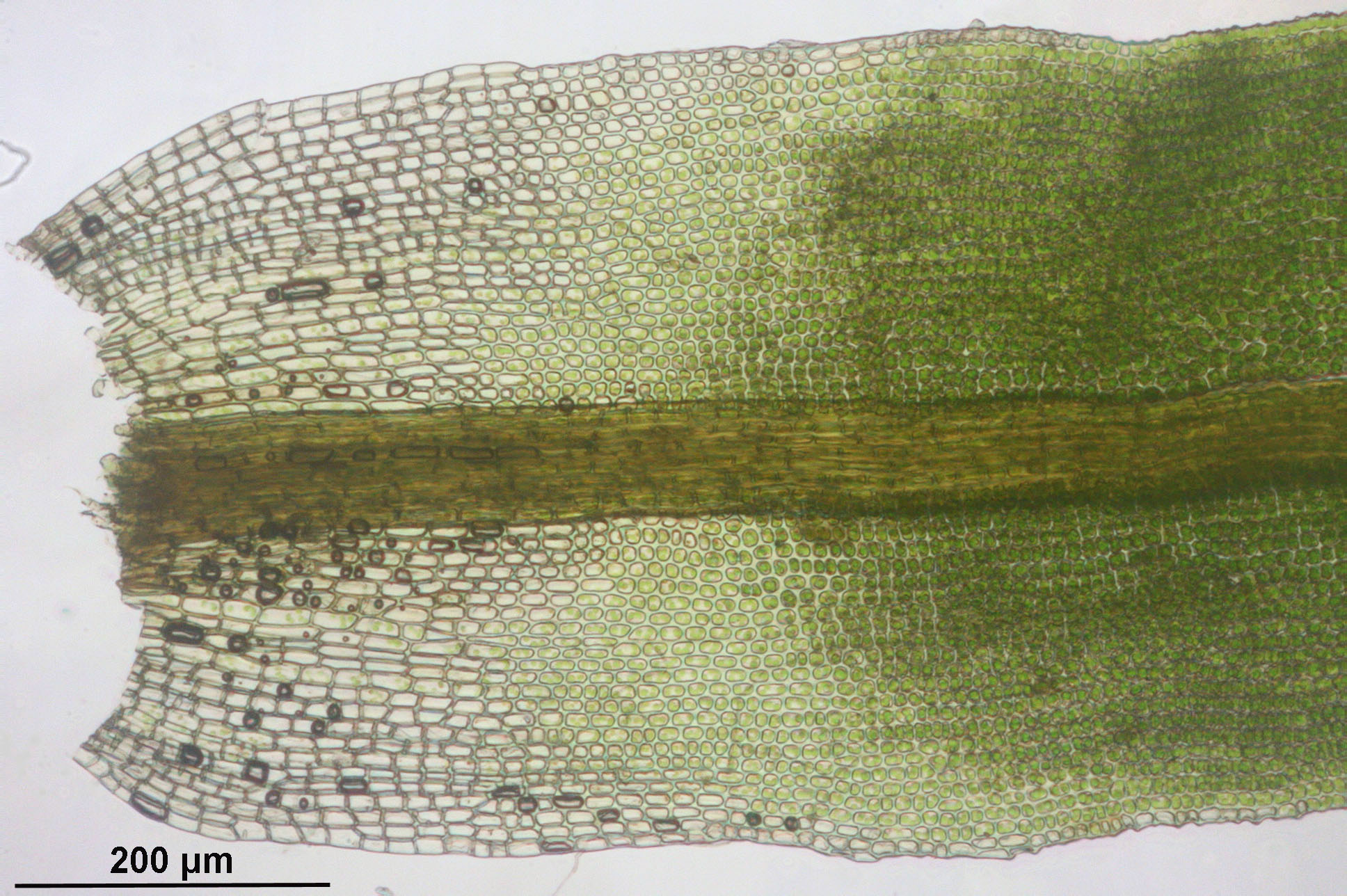
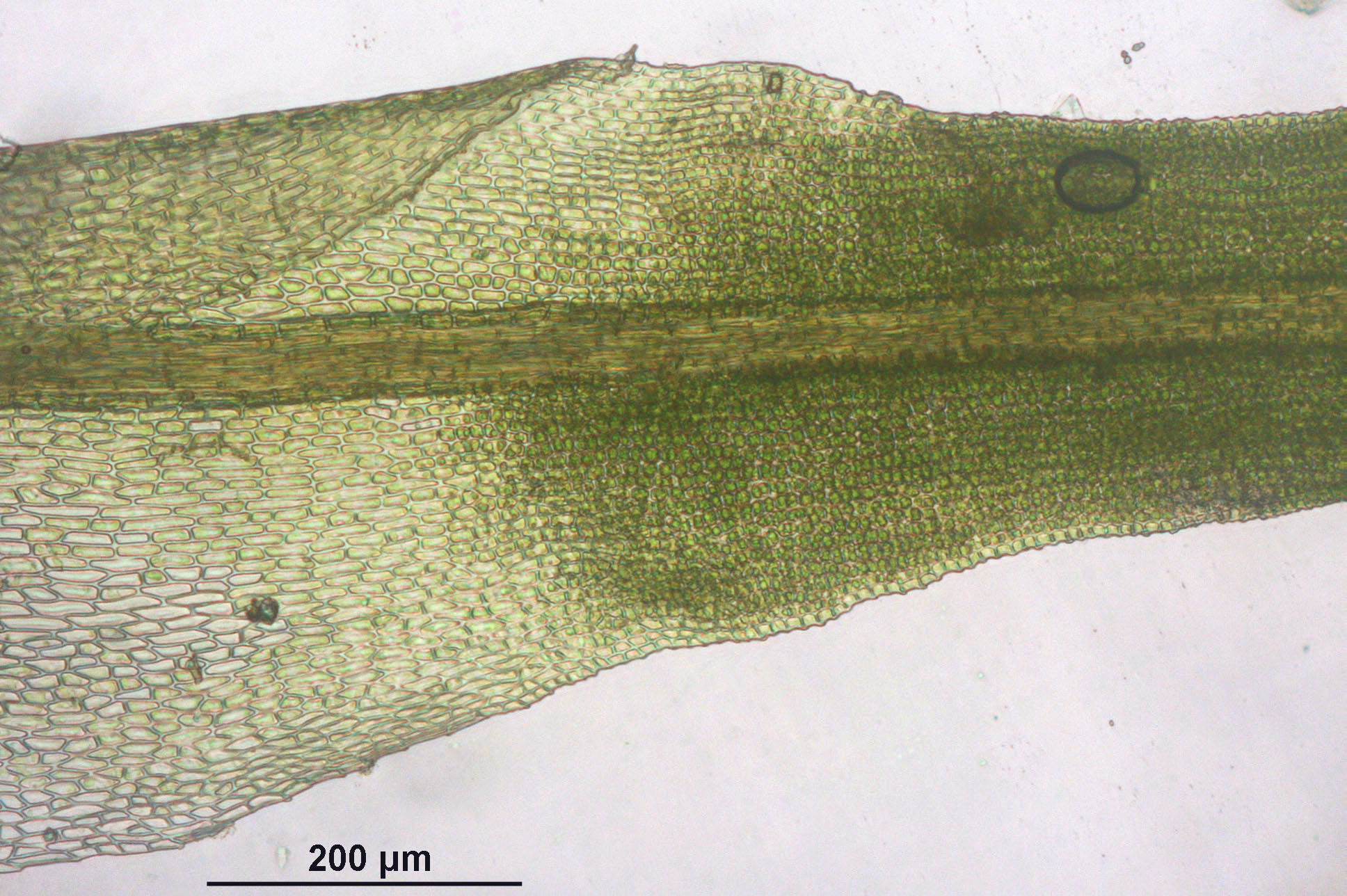